# Isidorea ophiticola
Isidorea ophiticola là một loài thực vật có hoa trong họ Thiến thảo. Loài này được (Borhidi) Borhidi mô tả khoa học đầu tiên năm 1980.